# Eresia pastazana
Eresia pastazana är en fjärilsart som beskrevs av Embrik Strand 1920. Eresia pastazana ingår i släktet Eresia och familjen praktfjärilar. Inga underarter finns listade i Catalogue of Life.